# Фолиева киселина
Фолиевата киселина, наричана още витамин B9, е един от най-важните за здравето и е витамин водноразтворим с брутна формула C19H19N7O6 и молекулна маса 441,1396 g/mol. Представлява жълто-оранжев кристален прах.

## Действие върху организма
Тя помага на клетките да се размножават. Необходима е за образуването на плацентата и за изграждането на костния мозък на ембриона. Най-добрият ѝ източник са суровите зелени зеленчуци – маруля, спанак, грах, магданоз, броколи. Фолиева киселина има и в хляба, черния дроб, меките сирена, цитрусовите плодове, овесените ядки, пшеничните зародиши. В някои страни фолиевата киселина се използва като хранителна добавка при производството на тестени изделия.
Достатъчната консумация на фолиева киселина намалява риска от вродени увреждания на бебето до 70% като спомага за правилното развитие на гръбначния стълб, мозъка, образуването на ДНК и доброто развитие на клетките. Витаминът оказва и положително въздействие върху организма на бъдещата майка – тонизира и намалява нивото на стресовите хормони. Особено полезен е за жени, склонни към анемия.
Големият брой нейни производни съединения със сходна биологична активност, наречени фолати, са включени в редица ензими, участващи в синтеза на голям брой аминокиселини и на нуклеотидите и оттук те играят ключова роля в синтеза на ДНК и РНК, които определят клетъчното делене. Фолатите се срещат в различни храни, но най-богат на тях е черният дроб. Има ги в тъмно зелените листни зеленчуци като спанак, лапад, маруля и други, житните кълнове, дрождите, яйчния жълтък, пълнозърнестия хляб, цвеклото.
Тъй като организмът не произвежда витамина, той трябва да се набавя най-вече чрез храна или под формата на таблетки. Фолиевата киселина е и единственото хранително вещество, при което потребностите на бременната са увеличени двойно. Необходимото количество при бременните жени е 400 мкг (0,4 милиграма) дневно.

## Дефицит на фолиева киселина
Дефицитът на фолиева киселина в организма предизвиква нарушения на клетъчното деление, най-изявено в бързо регенериращите (възстановяващите се) тъкани. Дефицитът на този витамин, заедно с дефицита на витамин В12 водят до нарушения в образуването на червените кръвни клетки в гръбначния мозък и до мегалобластна анемия; може да предизвикат нарушения в миелиновите обвивки на периферните нерви и дегенеративни промени в гръбначния мозък. Фолиевият дефицит е особено опасен в първите два месеца на бременността на жените, тъй като даже умерено изразеният му недоимък увеличава значително риска от нарушения в развитието на нервната тръба на плода и вродени малформации, най-често т.нар. спина бифида; също така преждевременно отделяне на плацентата, аборт.
Трудно се достига достатъчен прием на този витамин чрез храната, особено по време на бременност, когато потребностите от него са двойно по-високи, тъй като няма специфични, богати на фолиева киселина хранителни източници (с изключение на черния дроб). Ето защо, за избягване на фолиев дефицит в критичните първи месеци на бременността и намаляване риска от вродени малформации на новородените, на жените, които планират да забременяват се препоръчва да взимат допълнително фолиева киселина като хранителна добавка.
Установено е, че дефицитът на фолиева киселина увеличава риска от някои видове рак, което е свързано с неефективния синтез на ДНК и нарушаване на клетъчната физиология и структура. Фолиевият дефицит най-често се свързва с по-голяма заболеваемост от рак на дебелото черво. От друга страна, за размножението на някои злокачествени клетки също е необходим витамин B9. На тази основа действа мощният противораков медикамент метотрексат. Той блокира фолатите в някои туморни клетки. Онкоболните не трябва да приемат този витамин без консултация с лекуващия си лекар.
Фолиевата киселина, заедно с витамин В6 и витамин В12 играят важна роля в метаболизма на сяра съдържащата аминокиселина метионин и техният дефицит води до натрупване на биопродукта хомоцистеин, който предизвиква атеросклеротични промени в кръвоносните съдове. Установено е, че недоимъкът на тези три витамина в организма води до увеличаване риска от сърдечно-съдови заболявания, включително коронарна болест на сърцето и мозъчен инсулт.
Фолиевата киселина е с ниска токсичност, но не се препоръчва прием на големи количества от витамина, тъй като те могат да прикрият съществуващ дефицит на витамин В12, поради сходните функции на двата витамина.